# حضرموت
| link = | هذه المقالة يمكن توسيعها اعتمادا على الترجمة من المقالة المناظرة في ويكيبيديا الإنجليزية. (مايو 2025) اعرض نسخة مترجمة آليًا من المقالة الإنجليزية اضغط [هنا] للتعليمات. - تُعدُّ الترجمةُ الآليةُ من كوكل بمثابةِ نقطةِ انطلاقٍ مُفيدةٍ للترجمات، ولكن يَجبُ على المُترجمينَ مُراجعةُ الأخطاءِ الّتي قد تُصاحبُ الترجمةَ حسبَ الضرورة، والتأكيد على دقةِ الترجمة، بدلاً من مجردِ نسخِ النصِّ المُترجمِ آلياً إلى ويكيبيديا. - لا تُترجمِ النصَّ الذي يبدو غيرَ موثوقٍ أو مُنخفضَ الجودة. تَحقِّقْ من النص بالتأكدِ من المَراجعِ الواردةِ في المقالةِ باللغةِ الأجنبية «إذا كان ذلك مُمكناً». - يجب إضافة قالب {{صفحة مترجمة\|en\|Hadhramaut}} بعد الترجمة إلى صفحة نقاش المقالة لضمان الامتثال لحقوق النشر. - لمزيد من الإرشاد، انظر ويكيبيديا:ترجمة مقالات إلى العربية. |

حضرموت هي أحد الأقاليم الرئيسية في شبه الجزيرة العربية وتقع في الجنوب الوسط لها. وتعرف حالياَ بإقليم حضرموت تتجزأ منها اليوم في اليمن محافظة حضرموت ومحافظة المهرة وجزء من محافظة شبوة ومحافظة ضفار في سلطنة عمان ومحافظة شرورة في السعودية. يطلق على أهل حضرموت مسمى الحضارم.

## في التوراة
في التوراة فلقد ذكر حضرموت [بالإنجليزية: "Hazarmawet"] شخصًا بدلاً من إقليم، وهو جد اقوام الممالك العربيه الجنوبية، وهو ابن يقطان الذي ربطه بعض المؤرخين العرب بقحطان. (سفر التكوين 10: 26 - 29)

## التسمية
أصل اسم «حضرموت» غير معروف تمامًا، وهناك العديد من الفرضيات المتنافسة حول معناه. من أكثر الأصول الشعبية شيوعًا هو أن اسم المنطقة يعني «قد حان الموت»، من العربية: حَضَر، الكتابة بالحروف اللاتينية: ،aḍara ، مضاءة. «جاء» والعربية: مَوْت، بالحروف اللاتينية: موط، مضاءة. «الموت»، على الرغم من وجود تفسيرات متعددة لكيفية معرفته على هذا النحو. أحد التفسيرات هو أن هذا هو لقب عمار بن قاعان، الغازي الأسطوري للمنطقة، التي خلفت معاركها دائمًا العديد من القتلى. نظرية أخرى هي أنه بعد تدمير ثاميد، انتقل النبي الإسلامي صالح نفسه وحوالي 4000 من أتباعه إلى المنطقة، وتوفي هناك، مما جعل المنطقة اسمها المرضي «قد حان الموت». هناك أصل ثالث ذو صلة يفترض أن حضر يشير إلى سكان المنطقة بأنفسهم، ويلمح إلى أن طريقة حياة شعب الحضرمي القديم كانت شديدة وزاهدة في أعين الممالك المتاخمة الواقعة في اليمن اليوم.
يتم تحديد حضرموت أيضا مع الكتاب المقدس Hazarmawet (الكتاب المقدس العبرية: חֲצַרְמָוֶת؛ سفر التكوين 10:26 [1] و1 اخبار 01:20) and Books of Chronicles|1 Chronicles]] 1:20). [2] هناك، هو اسم ابن يقطان (الذي يعرف أيضًا باسم قحطان)، جد الممالك العربية الجنوبية. وفقًا لقواميس الكتاب المقدس المختلفة، فإن اسم "Hazarmaveth" يعني «محكمة الموت»، مما يعكس معنى مشابهًا للمصطلحات الشعبية العربية.
تعد النظريات العلمية لأصل الاسم أكثر تنوعًا إلى حد ما، ولكن لم يحظ أي منها بقبول عام. زعم جوريس زارينز، الذي أعاد اكتشاف المدينة، أنها عاصمة تجارة البخور القديمة أوبار في عمان، أن الاسم قد يأتي من الكلمة اليونانية ὕδρευματα hydreumata ، أو المحطات المغلقة (وغالبًا ما تكون محصنة) في الأودية. في مقابلة نوفا، [3] وصف أوبار بأنه:
نوع من الحصن / مركز إداري تم إنشاؤه لحماية إمدادات المياه من إغارة القبائل البدوية. حول الموقع، على بعد ستة أميال، كانت القرى الصغيرة، التي كانت بمثابة معسكرات صغيرة للقوافل. هناك موازٍ مثير للاهتمام لهذا هو ثقوب المياه المحصنة في الصحراء الشرقية لمصر من العصر الروماني. هناك، كانت تسمى hydreumata.
على الرغم من أنه يصف بدقة تكوين المستوطنات في وادي حضرموت قبل القرن السابع الميلادي، إلا أن هذا التفسير للاسم عفا عليه الزمن ولم يحظ بقبول علمي أوسع. بالفعل في الفترة التي سبقت ظهور الإسلام في القرن السابع الميلادي، تشهد اختلافات الاسم في وقت مبكر من منتصف الألفية الأولى قبل الميلاد. تم العثور على الأسماء mrmt (𐩢𐩳𐩧𐩣𐩩) و mwrmwt (𐩢𐩳𐩧𐩣𐩥𐩩) في نصوص اللغات العربية الجنوبية القديمة (Ḥaḍramitic و Minaic و Qatabanic و Sabaean)، على الرغم من عدم العثور على النموذج الثاني في أي نقوش Ḥaḍramitic معروفة. [4] في كلتا الحالتين، يمكن أن تكون الكلمة نفسها اسمًا مستعارًا أو اسمًا قبليًا أو اسم مملكة حضرموت. في أواخر القرن الرابع أو أوائل القرن الثالث قبل الميلاد، أعطى ثيوفراستوس اسم Άδρραμύτα ، [5] نسخًا مباشرًا للاسم السامي إلى اليونانية.
بما أن جنوب شبه الجزيرة العربية هي موطن الفصيلة الفرعية لغوية سامية جنوبية، فإن الأصل السامي للاسم محتمل للغاية. اقترح كمال صليبي أصلًا بديلًا للاسم الذي يجادل بأن diphthong "aw" في الاسم هو نطق غير صحيح. [6] ويشير إلى أن "-ūt" هي نهاية متكررة لأسماء الأماكن في ḍaḍramawt ، وبالنظر إلى أن "ḍaḍramūt" هو اللفظ العام للاسم، ويبدو أيضًا أنه نطقه القديم، يجب أن تكون القراءة الصحيحة للاسم «مكان هيرم.» يقترح، إذن، أن الاسم يعني «المكان الأخضر»، والذي يعد ملائمًا لوديانه الذي يتم ترويته جيدًا والذي يتناقض خصبه مع الهضبة الصحراوية العالية المحيطة.

### في التوراة
في التوراة فلقد ذكر حضرموت [بالإنجليزية: "Hazarmawet"] كشخص بدلاً من إقليم، وهو جد اقوام الممالك العربيه الجنوبية، وهو ابن يقطان الذي ربطه بعض المؤرخين العرب بقحطان. (سفر التكوين 10: 26 - 29)

## الجغرافيا والجيولوجيا
بشكل ضيق، تشير حضرموت إلى سلطنتي القعيطي والكثيري التاريخية، التي كانت في محمية عدن التي يشرف عليها المقيم البريطاني في عدن حتى إلغائها عند استقلال جنوب اليمن في عام 1967. تضم محافظة حضرموت الحالية تقريبًا أراضي سابقة السلطتان وتتكون من سهل ساحلي ضيق وجاف يحده المنحدر الحاد لهضبة عريضة (العربية: ٱلْجَوْل، رومانية: الجول، بمتوسط 1370 م (4,490 قدمًا))، مع تناثر شديد جدًا شبكة من الأودية الغارقة (المجاري المائية الموسمية). تنحدر الحافة الشمالية غير المحددة من حضرموت وصولاً إلى صحراء الربع الخالي. حيث تلتقي هضبة حضرموت أو المرتفعات (بالعربية: هَضْبَة حَضْرَمَوْت، بالحروف اللاتينية: حربة حضرموت) مع خليج عدن في بحر العرب، ينخفض الارتفاع فجأة. [7]
بالمعنى الأوسع، تشمل حضرموت أراضي المهرة إلى الشرق على طول الطريق حتى الحدود المعاصرة مع عمان. [8] وهذا يشمل المحافظات الحالية في حضرموت والمهرة بكاملها وكذلك أجزاء من محافظة شبوة.
يعيش الحضرميون في مدن ذات كثافة سكانية عالية تتمحور حول محطات الري التقليدية على طول الوديان. يحضر حضرمي محاصيل القمح والدخن، ويميل نخيل التمر وجوز الهند، ويزرع بعض القهوة. على الهضبة، يميل البدو إلى الأغنام والماعز. المجتمع لا يزال قبليًا للغاية، مع الأرستقراطية السيدين القديمة، المنحدرة من النبي الإسلامي محمد، المتعلم تقليديًا، صارم في احترامهم الإسلامي، ويحظى باحترام كبير في الشؤون الدينية والعلمانية
الجبال
جبال حضرموت هي سلسلة جبال متاخمة لجبال ظفار العمانية إلى الشمال الشرقي، واعتبر جيمس كانتون عدن في الجنوب الغربي أن تكون في عطلة الجبال.

## التاريخ

### قديماَ

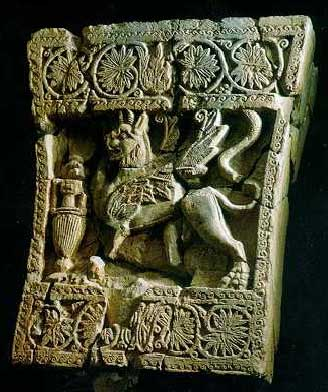
تمثال قديم ل الفتخاء ، من القصر الملكي في شبوة ، عاصمة حضرموت.

يشار إلى أسم حضرموت Chatramotitai في النصوص اليونانية القديمة. وتأتي نصوص حضرموت بعد النصوص الصابئة، وبعض النصوص الصابئة من حضرموت معروفة.
تحافظ النصوص اليونانية واللاتينية والسابانية والحضرمية على أسماء عدد كبير من ملوك حضرموت، ولكن لا يوجد حتى الآن تسلسل زمني محدد لعهودهم. كانت عاصمتها شبوة في الركن الشمالي الغربي من المملكة على طول طريق البخور. أطلق عليها إراتوستينس مدينة. كان مركزًا مهمًا أيضًا. في البداية كان الدين هو الشرك العربي الجنوبي، كان الحضارمة وثنيين وقد عبدوا آلهة عديدة مثل: عثتر وحول وحويل. غير أن الاحترام الكبير كان للإله «سين» الإله القومي لحضرموت، والذي كان السكان يحسون بشعور عميق نحوه، ينذرون له النذور ويتقربون إليه؛ ليمنحهم العمر الطويل والخير والبركة.
ليس من السهل تجميع التاريخ السياسي في حضرموت. تمت الإشارة إلى الحروب العديدة التي تشمل حضرموت في النصوص السباعية. من النقوش الخاصة بهم، من المعروف أن الحضرمي قد حصن ليبنا (قلات العصر الحديث) [13] ضد هيميار وأن حصن مويت (سيان الغراب) ضد الأكسوميين في الفترة التي أعقبت وفاة ذي نواس (525/7).
توقفت المملكة عن الوجود بحلول نهاية القرن الثالث بعد الميلاد، بعد ضمها من قبل المملكة الحميرية. استمر استخدام حضرموت في التاج الكامل لملوك سباع وذو ريدان (هيميار). [12]
يعتقد المؤلفون الإسلاميون الأوائل أن قبيلة كندة الرحل التي أسست مملكة في وسط شبه الجزيرة العربية كانت في الأصل من حضرموت، على الرغم من أنها متميزة عن سكان الحضرمي المستقرة.

### حديثاَ
حكم سلاطين القعيطي الغالبية العظمى من حضرموت، تحت حماية بريطانية فضفاضة، محمية عدن، من عام 1882 إلى عام 1967، عندما ضم جنوب اليمن حضرموت. تأسست سلالة القعيطي من قبل عمر بن عوض القعيطي، وهو رجل قبيلة يافعي الذي مكنته ثروته وتأثيره كجندار وراثي من نظام القوات المسلحة حيدر آباد من تأسيس سلالة القعيطي في النصف الأخير في القرن التاسع عشر، وحصل على اعتراف بريطاني بمكانته العليا في المنطقة، عام 1882. وقعت الحكومة البريطانية والسلطان التقليدي والأكاديمي علي بن صلاح معاهدة عام 1937 بتعيين الحكومة البريطانية «مستشارين» في حضرموت. قام البريطانيون بنفيه إلى عدن عام 1945، لكن المحمية استمرت حتى عام 1967.
في عام 1967، أصبحت مستعمرة عدن البريطانية السابقة ومحمية عدن السابقة بما في ذلك حضرموت دولة شيوعية مستقلة، جمهورية جنوب اليمن الشعبية، في وقت لاحق جمهورية اليمن الديمقراطية الشعبية. اتحد جنوب اليمن مع اليمن الشمالي في عام 1990 باسم الجمهورية اليمنية. انظر تاريخ اليمن للتاريخ الحديث.
عاصمة وأكبر مدينة حضرموت هي المكلا. كان عدد سكان المكلا عام 1994 يبلغ 122.400 نسمة وعدد سكان عام 2003 174700 نسمة، بينما نمت مدينة الشحر الساحلية من 48600 إلى 69.400 في نفس الوقت. تريم هي واحدة من المدن الأكثر أهمية تاريخيا في المنطقة. يُعد موقعًا مهمًا للتعلم الإسلامي، ويقدر أنه يحتوي على أعلى تركيز لأحفاد النبي محمد في أي مكان في العالم.

## الاقتصاد
تاريخيا كانت حضرموت معروفة بكونها مُنتجًا رئيسيًا للبخور، والذي تم تصديره بشكل رئيسي إلى مومباي في أوائل القرن العشرين. أنتجت المنطقة أيضا سينا وجوز الهند. تنتج حضرموت حاليا حوالي 260 ألف برميل من النفط يوميا. المسيلة أحد أكثر المجالات إنتاجية في القطاع . الذي تم اكتشافه عام 1993. تحرص الحكومة اليمنية على تطوير حقولها النفطية لزيادة إنتاجها النفطي من أجل زيادة الثروة الوطنية استجابة للمتطلبات الاقتصادية. التنمية الاجتماعية في البلاد. يساهم النفط بنسبة 30-40٪ من الناتج المحلي الإجمالي للدولة، وأكثر من 70٪ من إجمالي إيرادات الدولة، وأكثر من 90٪ من قيمة صادرات الدولة.

## الحضرمي في الشتات
منذ أوائل القرن التاسع عشر، أنشأت هجرة حضرموت على نطاق واسع أقليات حضرية كبيرة في جميع أنحاء المحيط الهندي،  في جنوب آسيا وجنوب شرق آسيا وشرق أفريقيا بما في ذلك حيدر آباد وأورانجاباد،] بهاتكال وجانجولي ومليبار وسيلهت وأرخبيل الملايو وسريلانكا وجنوب الفلبين وسنغافورة. في حيدر آباد وأورانجاباد، يُعرف المجتمع باسم Chaush ويقيم في الغالب في حي Barkas. هناك أيضًا مستوطنات حضرمي في غوجارات، مثل أحمد آباد وسورات.
في التاريخ الأقدم، كان العديد من السلاطين في أرخبيل الملايو، مثل سلطنة ملقا، سلطنة بونتياناك أو سلطنة سياك إندرابورا، ينحدرون من حضرمي. في القرن التاسع عشر، كان رجال الأعمال الحضرمي يمتلكون العديد من الأسطول البحري من النباح والجسور والقوارب والسفن الأخرى في أرخبيل الملايو. . في العصر الحديث، العديد من الوزراء الإندونيسيين، بمن فيهم وزير الخارجية السابق علي العطاس ووزيرة المالية السابقة مرعي محمد من أصل حضرمي، وكذلك رئيس وزراء تيمور الشرقية السابق ماري الكاتيري (2006).
كما استقر الحضريون بأعداد كبيرة على طول ساحل شرق إفريقيا، ووزيران سابقان في كينيا، شريف ناصر ونجيب بالالة، من أصل حضرمي. لقد ربطت الأدلة الجينية بين شعب لمبا، وهو مجتمع يهودي أفريقي في زيمبابوي وجنوب إفريقيا، بشعب منطقة حضرموت. بين منطقة حضرموت كان هناك سكان يهود تاريخيون، مما يشير إلى كل من الاستمرارية الدينية والعرقية بين حضرمي وليمبا.